# Folengus papuensis
Folengus papuensis – gatunek pluskwiaków z podrzędu różnoskrzydłych i rodziny Dinidoridae. Jedyny z monotypowego rodzaju Folengus.

## Taksonomia
Gatunek i rodzaj opisane zostały po raz pierwszy w 1914 roku przez Williama Lucasa Distanta. W 1961 roku Mohammed Sultan Khan Ghauri opisał nowy gatunek i rodzaj, Parafolengus pipturuscus. W 1987 roku P.S.S. Durai po porównaniu materiałów typowych dokonała jego synonimizacji z F. papuensis.

## Morfologia
Pluskwiak o ciele w zarysie owalnym, lekko wypukłym po stronie grzbietowej i silniej wypukłym po stronie brzusznej, ubarwionym czarno z żółtą plamką pośrodku przedniej części tarczki i brązowym podbarwieniem wierzchołków zakrywek. U holotypowego samca ciało ma 16 mm długości i 9,5 mm szerokości.
Głowa w przeciwieństwie do Urusa cechuje się brakiem łukowatych rogów, a w przeciwieństwie do Thalama nieco krótszymi od przedustka płytkami żuwaczkowymi. Boczne krawędzie głowy są sinusoidalne i przed oczami wyciągnięte w parę trójkątnych wyrostków. Oczy złożone są szypułkowate. Odległość między przyoczkami jest dwa razy większa niż odległość między przyoczkiem a brzegiem oka złożonego. Czułki zbudowane są z czterech członów, z których pierwszy dochodzi do wierzchołka głowy, a drugi i trzeci są spłaszczone. Sięgająca w spoczynku prawie do środka odwłoka kłujka zbudowana jest z czterech członów, z których drugi, trzeci i czwarty są długie i mniej więcej równych długości. Bukule nie są płatowate.
Wierzch tułowia ma dwojakie, drobne i grube punktowanie. Szersze od głowy przedplecze ma lekko wklęśniętą krawędź przednią, kąty przednie i tylne zaokrąglone, zbieżne ku przodowi krawędzi boczne oraz wypukle zakrzywioną krawędź tylną. Dochodząca do środka długości odwłoka tarczka ma głęboko zafalowane brzegi boczne i zaokrąglony wierzchołek. Półpokrywy mają dłuższe od tarczki przykrywki i dochodzące do okolicy końca odwłoka zakrywki. Głęboki rowek na zapiersiu przechodzi w płytki rowek ciągnący się niemal do połowy długości odwłoka. Odnóża zwieńczone są dwuczłonowymi stopami.
Odwłok ma odsłonięte listewki brzeżne. Przetchlinki na pierwszym z widocznych sternitów odwłoka nie są zasłonięte przez zapiersie. Genitalia samca mają trzy pary wyrostków na koniunktywie oraz płaskie paramery z pojedynczą wklęsłością.

## Rozprzestrzenienie
Gatunek endemiczny dla Nowej Gwinei, znany zarówno z zachodniej (indonezyjskiej), jak i wschodniej (niepodległej) części wyspy.